# Lánycsók
Lánycsók é uma vila da Hungria, situada no condado de Baranya. Tem 25,4 km² de área e sua população em 2019 foi estimada em 2.380 habitantes.